# Juan Carlos Sarnari
Juan Carlos Sarnari (Santa Fe, 1942. január 22. – Bogotá, 2023. április 21.) válogatott argentin labdarúgó, középpályás, edző.

## Pályafutása
1957 és 1962 között a River Plate játékosa volt. 1963-ban a Huracán csapatában szerepelt. 1964 és 1967 között ismét a River Plate tagja volt, mellyel 1966-ban bejutott a Libertadores-kupa döntőjébe. 1967 és 1972 között Chilében játszott, előbb az Universidad Católica, majd az követően az Universidad de Chile csapatában. 1973-ban Kolumbiába szerződött az Independiente Medellín együtteséhez. 1974 és 1975 között az Universidad de Chilét erősítette. 1975-ben visszatért Kolumbiába az Independiente Santa Fe csapatához, ahol még egy évig játszott és 1976-ban befejezte a pályafutását.   

### A válogatottban
1966–1967 között hat alkalommal szerepelt az argentin válogatottban és egy gólt szerzett. Részt vett még az 1966-os világbajnokságon és az 1967-es Dél-amerikai bajnokságon.

## Sikerei, díjai

### Játékosként
River Plate
- Copa Libertadores döntős (1): 1966

Independiente Santa Fe
- Kolumbiai bajnok (1): 1975

Argentína
- Dél-amerikai ezüstérmes (1): 1967